# Бајиле Оланешти (Валча)
Бајиле Оланешти (рум. Băile Olăneşti) насеље је у Румунији у округу Валча у општини Бајиле Оланешти. Oпштина се налази на надморској висини од 566 m.

## Становништво
Према подацима из 2011. године у насељу је живело 4562 становника.